# Semiothisa decorata
Semiothisa decorata är en fjärilsart som beskrevs av Grossbeck 1907. Semiothisa decorata ingår i släktet Semiothisa och familjen mätare. Inga underarter finns listade i Catalogue of Life.